# Kolsass
Kolsass är en ort och kommun i distriktet Innsbruck-Land i förbundslandet Tyrolen i Österrike. 
Kommunen har 1 674 invånare (2024). Den ligger 17 km öster om Tyrolens huvudstad Innsbruck.